# Ливингстон (језеро)
Ливингстон (енгл. Lake Livingston) је вештачко језеро у Сједињеним Америчким Државама. Налази се на територији америчке савезне државе Тексас. Површина језера износи 337 km².